# Емад Мотеаб
Емад Мохамед Абд Ель-Набі Ібрагім Мотеаб (араб. عماد محمد عبد النبي إبراهيم متعب, нар. 20 лютого 1983, Шаркія) — єгипетський футболіст, що грав на позиції нападника, зокрема за каїрський «Аль-Аглі», з яким п'ять разів вигравав Лігу чемпіонів КАФ, а також за національну збірну Єгипту, у складі якої — триразовий володар Кубка африканських націй. 

## Клубна кар'єра
Народився 20 лютого 1983 року. Вихованець футбольної школи клубу «Аль-Аглі». Дорослу футбольну кар'єру розпочав 2004 року в основній команді того ж клубу. Протягом наступних 15 років взяв участь у 320 іграх каїрської команди в усіх турнірах, в яких забив 124 голи. У складі «Аль-Аглі» став володарем низки національних та міжнародних трофеїв, зокрема дев'ять разів ставав чемпіоном Єгипту і п'ять разів вигравав Лігу чемпіонів КАФ.
Протягом 2008—2009 років також грав на умовах оренди в Саудівській Аравії за «Аль-Іттіхад», а завершував ігрову кар'єру 2018 року в іншій саудівській команді, «Аль-Таавун», також як орендований гравець.

## Виступи за збірні
Протягом 2003–2004 років залучався до складу молодіжної збірної Єгипту. На молодіжному рівні зіграв у 17 офіційних матчах, забив 9 голів.
2004 року дебютував в офіційних матчах у складі національної збірної Єгипту.
Був гравцем основного складу збірної на трьох поспіль першостях Африки, що завершувалися для єгиптян перемогами, — домашньому Кубку африканських націй 2006, Кубка африканських націй 2008 в Гані та Кубку африканських націй 2010 в Анголі.
Загалом протягом кар'єри у національній команді, яка тривала 12 років, провів у її формі 70 матчів, забивши 28 голів і увійшовши до десятки найкращих бомбардирів в історії збірної.
2012 року був включений до складу олімпійської збірної Єгипту і провів 4 матчі футбольного турніру на Олімпійських іграх 2012 року в Лондоні.
| Дата       | Місто               | Господарі                        | Результат               | Гості                | Турнір                                      | Голи | Примітки |
| ---------- | ------------------- | -------------------------------- | ----------------------- | -------------------- | ------------------------------------------- | ---- | -------- |
| 28-11-2004 | Каїр                | Єгипет                           | 1 – 1                   | Болгарія             | товариський матч                            | 1    |          |
| 8-1-2005   | Каїр                | Єгипет                           | 3 – 0                   | Уганда               | товариський матч                            | -    | 75'      |
| 4-2-2005   | Сеул                | Південна Корея                   | 0 – 1                   | Єгипет               | товариський матч                            | 1    |          |
| 9-2-2005   | Каїр                | Єгипет                           | 4 – 0                   | Бельгія              | товариський матч                            | 2    | 67'      |
| 14-3-2005  | Ед-Даммам           | Саудівська Аравія                | 0 – 1                   | Єгипет               | товариський матч                            | 1    |          |
| 27-3-2005  | Каїр                | Єгипет                           | 4 – 1                   | Лівія                | Відбір до ЧС 2006                           | 2    |          |
| 29-7-2005  | Женева              | Єгипет                           | 5 – 0                   | Катар                | товариський матч                            | -    |          |
| 31-7-2005  | Женева              | Єгипет                           | 0 – 0 д.ч. (5 – 4 п.п.) | ОАЕ                  | товариський матч                            | -    |          |
| 17-8-2005  | Понта-Делгада       | Португалія                       | 2 – 0                   | Єгипет               | товариський матч                            | -    |          |
| 4-9-2005   | Каїр                | Єгипет                           | 4 – 1                   | Бенін                | Відбір до ЧС 2006                           | -    | 25'      |
| 8-10-2005  | Яунде               | Камерун                          | 1 – 1                   | Єгипет               | Відбір до ЧС 2006                           | -    | 83'      |
| 27-12-2005 | Каїр                | Єгипет                           | 2 – 0                   | Уганда               | товариський матч                            | -    | 76'      |
| 5-1-2006   | Александрія         | Єгипет                           | 2 – 0                   | Зімбабве             | товариський матч                            | -    |          |
| 14-1-2006  | Каїр                | Єгипет                           | 1 – 2                   | ПАР                  | товариський матч                            | -    | 58'      |
| 20-1-2006  | Каїр                | Єгипет                           | 3 – 0                   | Лівія                | Кубок африканських націй 2006 - 1-й етап    | -    | 80'      |
| 24-1-2006  | Каїр                | Єгипет                           | 0 – 0                   | Марокко              | Кубок африканських націй 2006 - 1-й етап    | -    | 79'      |
| 28-1-2006  | Каїр                | Єгипет                           | 3 – 1                   | Кот-д'Івуар          | Кубок африканських націй 2006 - 1-й етап    | 2    |          |
| 3-2-2006   | Каїр                | Єгипет                           | 4 – 1                   | ДР Конго             | Кубок африканських націй 2006 - чвертьфінал | 1    |          |
| 7-2-2006   | Каїр                | Єгипет                           | 2 – 1                   | Сенегал              | Кубок африканських націй 2006 - півфінал    | -    |          |
| 10-2-2006  | Каїр                | Єгипет                           | 0 – 0 д.ч. (4 – 2 п.п.) | Кот-д'Івуар          | Кубок африканських націй 2006 - Фінал       | -    | 82'      |
| 3-6-2006   | Ельче               | Іспанія                          | 2 – 0                   | Єгипет               | товариський матч                            | -    | 84'      |
| 7-10-2006  | Габороне            | Ботсвана                         | 0 – 0                   | Єгипет               | Відбір до Кубка африканських націй 2008     | -    | 46'      |
| 15-11-2006 | Брентфорд           | Єгипет                           | 1 – 0                   | ПАР                  | товариський матч                            | 1    | 85'      |
| 7-2-2007   | Каїр                | Єгипет                           | 2 – 0                   | Швеція               | товариський матч                            | -    |          |
| 25-3-2007  | Каїр                | Єгипет                           | 3 – 0                   | Мавританія           | Відбір до Кубка африканських націй 2008     | -    |          |
| 12-6-2007  | Ель-Кувейт          | Кувейт                           | 1 – 1                   | Єгипет               | товариський матч                            | -    |          |
| 22-8-2007  | Париж               | Кот-д'Івуар                      | 0 – 0                   | Єгипет               | товариський матч                            | -    | 73'      |
| 9-9-2007   | Бужумбура           | Бурунді                          | 0 – 0                   | Єгипет               | Відбір до Кубка африканських націй 2008     | -    | 70'      |
| 13-10-2007 | Каїр                | Єгипет                           | 1 – 0                   | Ботсвана             | Відбір до Кубка африканських націй 2008     | -    | 55'      |
| 21-11-2007 | Порт-Саїд           | Єгипет                           | 0 – 0                   | Лівія                | товариський матч                            | -    |          |
| 25-11-2007 | Каїр                | Єгипет                           | 2 – 1                   | Саудівська Аравія    | товариський матч                            | 1    |          |
| 5-1-2008   | Каїр                | Єгипет                           | 3 – 0                   | Намібія              | товариський матч                            | -    |          |
| 10-1-2008  | Абу-Дабі            | Єгипет                           | 1 – 0                   | Малі                 | товариський матч                            | -    |          |
| 13-1-2008  | Алверка-ду-Рібатежу | Ангола                           | 3 – 3                   | Єгипет               | товариський матч                            | 3    |          |
| 22-1-2008  | Кумасі              | Єгипет                           | 4 – 2                   | Камерун              | Кубок африканських націй 2008 - 1-й етап    | -    |          |
| 26-1-2008  | Кумасі              | Єгипет                           | 3 – 0                   | Судан                | Кубок африканських націй 2008 - 1-й етап    | -    |          |
| 30-1-2008  | Тамале (місто)      | Єгипет                           | 1 – 1                   | Замбія               | Кубок африканських націй 2008 - 1-й етап    | -    | 77'      |
| 4-2-2008   | Кумасі              | Єгипет                           | 2 – 1                   | Ангола               | Кубок африканських націй 2008 - чвертьфінал | -    |          |
| 7-2-2008   | Секонді-Такораді    | Кот-д'Івуар                      | 1 – 4                   | Єгипет               | Кубок африканських націй 2008 - півфінал    | -    | 69'      |
| 10-2-2008  | Аккра               | Камерун                          | 0 – 1                   | Єгипет               | Кубок африканських націй 2008 - Фінал       | -    | 60'      |
| 26-3-2008  | Каїр                | Єгипет                           | 0 – 2                   | Аргентина            | товариський матч                            | -    |          |
| 1-6-2008   | Каїр                | Єгипет                           | 2 – 1                   | ДР Конго             | Відбір до ЧС 2010                           | -    |          |
| 22-6-2008  | Каїр                | Єгипет                           | 2 – 0                   | Малаві               | Відбір до ЧС 2010                           | 2    |          |
| 20-8-2008  | Хартум              | Судан                            | 4 – 0                   | Єгипет               | товариський матч                            | -    | 55'      |
| 7-9-2008   | Кіншаса             | ДР Конго                         | 0 – 1                   | Єгипет               | Відбір до ЧС 2010                           | -    | 60'      |
| 12-10-2008 | Каїр                | Єгипет                           | 4 – 0                   | Джибуті              | Відбір до ЧС 2010                           | 1    |          |
| 19-11-2008 | Каїр                | Єгипет                           | 5 – 1                   | Бенін                | товариський матч                            | 2    | 85'      |
| 11-2-2009  | Каїр                | Єгипет                           | 2 – 2                   | Гана                 | товариський матч                            | 1    | 59'      |
| 29-3-2009  | Каїр                | Єгипет                           | 1 – 1                   | Замбія               | Відбір до ЧС 2010                           | -    | 68'      |
| 5-11-2009  | Асуан               | Єгипет                           | 5 – 1                   | Танзанія             | товариський матч                            | 2    |          |
| 14-11-2009 | Каїр                | Єгипет                           | 2 – 0                   | Алжир                | Відбір до ЧС 2010                           | 1    | 66'      |
| 18-11-2009 | Омдурман            | Алжир                            | 1 – 0                   | Єгипет               | Відбір до ЧС 2010                           | -    |          |
| 29-12-2009 | Каїр                | Єгипет                           | 1 – 1                   | Малаві               | товариський матч                            | -    | 60'      |
| 4-1-2010   | Дубай               | Єгипет                           | 1 – 0                   | Малі                 | товариський матч                            | -    | 77'      |
| 12-1-2010  | Бенгела             | Єгипет                           | 3 – 1                   | Нігерія              | Кубок африканських націй 2010 - 1-й етап    | 1    |          |
| 16-1-2010  | Бенгела             | Єгипет                           | 2 – 0                   | Мозамбік             | Кубок африканських націй 2010 - 1-й етап    | -    |          |
| 20-1-2010  | Бенгела             | Єгипет                           | 2 – 0                   | Бенін                | Кубок африканських націй 2010 - 1-й етап    | 1    |          |
| 25-1-2010  | Бенгела             | Єгипет                           | 3 – 1 д.ч.              | Камерун              | Кубок африканських націй 2010 - чвертьфінал | -    |          |
| 28-1-2010  | Бенгела             | Алжир                            | 0 – 4                   | Єгипет               | Кубок африканських націй 2010 - півфінал    | -    | 53'      |
| 31-1-2010  | Луанда              | Гана                             | 0 – 1                   | Єгипет               | Кубок африканських націй 2010 - Фінал       | -    | 70'      |
| 3-3-2010   | Лондон              | Англія                           | 3 – 1                   | Єгипет               | товариський матч                            | -    | 64'      |
| 14-11-2011 | Доха                | Бразилія                         | 2 – 0                   | Єгипет               | товариський матч                            | -    | 64'      |
| 12-4-2012  | Дубай               | Єгипет                           | 3 – 2                   | Нігерія              | товариський матч                            | -    | 74'      |
| 14-4-2012  | Дубай               | Єгипет                           | 3 – 0                   | Мавританія           | товариський матч                            | 1    | 61'      |
| 17-4-2012  | Дубай               | Ірак                             | 0 – 0                   | Єгипет               | товариський матч                            | -    | 60'      |
| 22-5-2012  | Омдурман            | Єгипет                           | 3 – 0                   | Того                 | товариський матч                            | -    |          |
| 30-6-2012  | Бангі               | Центральноафриканська Республіка | 1 – 1                   | Єгипет               | Відбір до Кубка африканських націй 2013     | 1    |          |
| 15-11-2014 | Каїр                | Єгипет                           | 0 – 1                   | Сенегал              | Відбір до Кубка африканських націй 2015     | -    |          |
| 19-11-2014 | Монастір            | Туніс                            | 2 – 1                   | Єгипет               | Відбір до Кубка африканських націй 2015     | -    | 78'      |
| 26-3-2015  | Каїр                | Єгипет                           | 2 – 0                   | Екваторіальна Гвінея | товариський матч                            | -    | кап. 66' |
| Усього     |                     | Матчів                           | 70                      |                      | Голів (7 місце)                             | 28   |          |

## Титули і досягнення

### Командні
- Чемпіон Єгипту (9):

«Аль-Аглі»: 2004-2005, 2005-2006, 2006-2007, 2007-2008, 2009-2010, 2010-2011, 2013-2014, 2015-2016, 2016-2017
- Володар Кубка Єгипту (3):

«Аль-Аглі»: 2006, 2007, 2017
- Переможець Ліги чемпіонів КАФ (5):

«Аль-Аглі»: 2005, 2006, 2008, 2012, 2013
- Володар Суперкубка КАФ (4):

«Аль-Аглі»: 2006, 2007, 2013, 2014
- Володар Кубка конфедерації КАФ (1):

«Аль-Аглі»: 2014

### Збірні
- Чемпіон Африки (U-20): 2003
- Переможець Панарабських ігор: 2007
- Володар Кубка африканських націй (3):

2006, 2008, 2010

### Особисті
- Найкращий бомбардир чемпіонату Єгипту (1):

2004-2005 (15 голів)